# Kawa pergaminowa

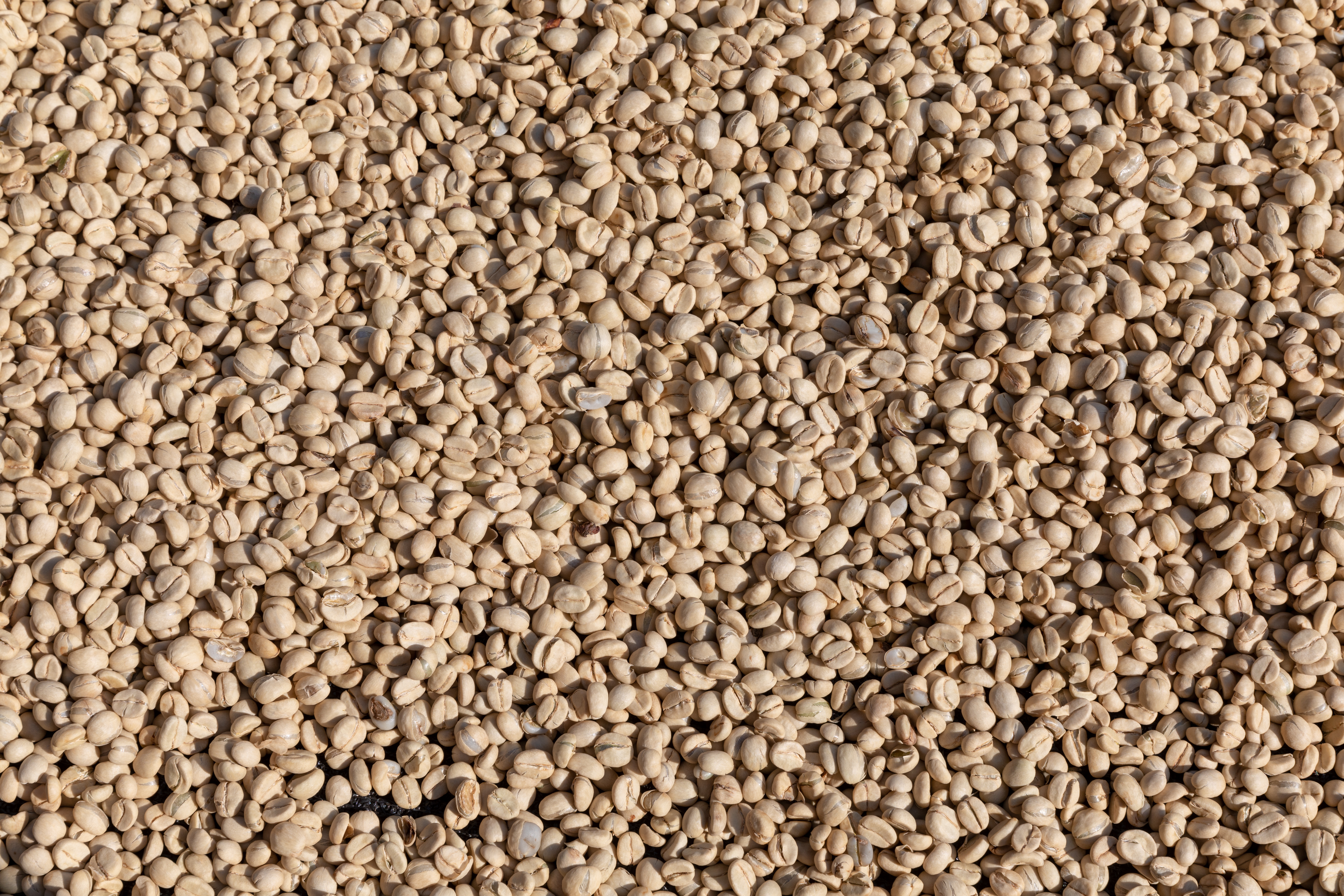
Kawa pergaminowa w Tanzanii

Kawa pergaminowa – ziarno kawowca, na którym, w procesie technologicznym, pozostała osłonka pergaminowa.
Termin ma dwa znaczenia. Oznacza:
- wysuszone owoce kawowca w suchej owocni, przed wyłuskaniem ziaren kawy,
- ziarna przygotowane metodą mokrą, wysuszone i do czasu wyeksportowania przechowywane w osłonce pergaminowej.

Kawa sprzedawana jako pergaminowa nie jest wadliwa, jednak w przypadku eksportu i sprzedaży kawy zielonej przyznaje się w różnych klasyfikacjach punkty ujemne za ziarna z osłonką, co obniża wartość lub dyskwalifikuje partię surowca. Otoczka pergaminowa powinna być w takim przypadku usuwana przed prażeniem przy użyciu specjalnych maszyn - łuszczarek.